# Fred Saberhagen
Frederick Thomas Saberhagen (* 18. května 1930, Chicago, Illinois – 29. června 2007) byl americký autor science fiction a fantasy literatury známý zejména svými romány o válce s Berserkry. Jeho další série románů má jako protagonisty upíry (včetně Draculy). Napsal také sérii postapokalyptických románů začínající knihou Empire of the East.
Sloužil v USAF, poté pracoval jako elektrotechnik. V letech 1967–1973 napsal několik článků pro Encyklopedii Britannicu, mimo jiné informaci o science fiction, vědách a technologiích. Poprvé publikoval v magazínu Galaxy v roce 1961. Jeho první román, The Golden People, byl vydán v roce 1964. Od roku 1981 do 1989 navrhli Fred a Joan Saberhagenovi několik počítačových her: Berserker, Star Web, Descent Freespace: The Great War.
Se svou ženou, Joan Spicci, žil v Albuquerque, Nové Mexiko.

## Dílo

### Válka s Berserkry
- Berserker, 1967
- Brother Assassin, 1969
- Berserkova planeta, Ivo Železný 1999 (Berserker's Planet, 1975)
- Berserker Man, 1979
- The Ultimate Enemy, 1979
- Války s Berserkry, Argenit, 1995 (Berserker Wars, 1994)
  - Stone Place (Stone Place, 1965)
  - Tvář hlubin (The Face of the Deep, 1966)
  - Zrádce z Atsogu (What T and I Did, 1965)
  - Šprýmař (Mr.Jester, 1966)
  - Okřídlená helmice (The Winged Helmet, 1967)
  - Píseň hvězd (Starsong, 1968)
  - Co se přihodilo mezi templáři (Some Events at the Templar Radiant, 1979)
  - Křídla z hlubin času (Wings Out of Shadow, 1974)
  - Úsměv (The Smile, 1977)
  - Kovový vrah (The Metal Murderer, 1980)
  - Patron umění (Patron of the Arts, 1965)
- Berserker Base, 1985
- The Berserker Throne, 1985
- Berserker: Blue Death, 1985
- Berserker Lies, 1991
- Berserker Kill, 1993
- Berserker Fury, 1997
- Shiva in Steel, 1998
- Berserker's Star, 2003
- Berserker Prime, 2003
- Berserker's Star, 2003
- Berserker Death, 2005
- Rogue Berserker, 2005

### Série Dracula
- The Dracula Tapes, 1975
- The Holmes-Dracula File, 1978
- An Old Friend of the Family, 1979
- Thorn, 1980
- Dominion, 1997
- A Matter of Taste, 1990
- A Question of Time, 1992
- Seance for a Vampire, 1994
- A Sharpness on the Neck, 1996
- The Vlad Tapes, 2000

### Série konec Země

#### Empire of the East
- The Broken Lands, 1968
- The Black Mountains, 1971
- Changeling Earth, 1973 — také jako Ardneh's World

#### Books of the Swords
- The First Book of Swords, 1983
- The Second Book of Swords, 1983
- The Third Book of Swords, 1984

#### Books of Lost Swords
- Woundhealer's Story, 1986
- Sightblinder's Story, 1987
- Stonecutter's Story, 1988
- Farslayer's Story, 1989
- Coinspinner's Story, 1989
- Mindsword's Story, 1990
- Wayfinder's Story, 1992
- Shieldbreaker's Story, 1994

### Book of the Gods
- The Face of Apollo, 1998
- Ariadne's Web, 1999
- The Arms of Hercules, 2000
- God of the Golden Fleece, 2001
- Gods of Fire and Thunder, 2002

### Další
- The Golden People, 1964
- The Water of Thought, 1965
- The Veils of Azlaroc, 1978
- Love Conquers All, 1979
- The Mask of the Sun, 1979
- Earth Descended, 1981
- Octagon, 1981
- Specimens, 1981
- Coils, 1982 — spoluautor Roger Zelazny
- Pawn to Infinity, 1982
- A Century of Progress, 1983
- The Frankenstein Papers, 1986
- Pyramids, 1987
- After the Fact, 1988
- The White Bull, 1988
- Černý trůn, Banshies, 2006, ISBN 80-86456-24-2, (The Black Throne, 1990) — spoluautor Roger Zelazny
- Bram Stoker's Dracula, 1992 — spoluautor James V. Hart
- Dancing Bears, 1995
- Merlin's Bones, 1995
- Pilgrim, 1997
- A Coldness in the Blood, 2002
- The Face of Apollo, 1998
- Ariadne's Web, 1999
- The Arms of Hercules, 2000
- God of the Golden Fleece, 2001
- Gods of Fire and Thunder, 2002
- Woundhealer's Story, 1986
- Sightblinder's Story, 1987
- Stonecutter's Story, 1987
- Farslayer's Story, 1989
- Coinspinner's Story, 1989
- Mindsword's Story, 1990
- Wayfinder's Story, 1992
- Shieldbreaker's Story, 1994